# Підпала Ірина Валентинівна
Ірина Валентинівна Підпала (1980 р.н., с. Костичі Баштанського району Миколаївської області, Україна) — доктор юридичних наук, доцент, професор кафедри адміністративного права і адміністративного процесу Одеського державного університету внутрішніх справ.

## Життєпис
Народилася у 1980 році в с. Костичі Баштанського району Миколаївської області, Україна.

### Здобуття вищої освіти
У 2009 році закінчила Національний університет «Одеська юридична академія».

### Практична діяльність
З 2006 по 2022 роки працювала юристом практиком у Національному університеті кораблебудування імені адмірала Макарова м. Миколаїв.
Паралельно опікувалася науковими проблемами та викладацькою діяльністю.

## Наукова діяльність
У 2015 році захистила дисертацію на тему «Адміністративно-правові засади проходження служби на морському торговельному транспорті» зі спеціальності 12.00.07 адміністративне право і процес; фінансове право; інформаційне право та здобула науковий ступінь кандидата юридичних наук.
У 2021 році захистила дисертацію на тему «Правове регулювання праці моряків за українським і міжнародним законодавством» зі спеціальності 12.00.05 трудове право; право соціального забезпечення та здобула науковий ступінь доктора юридичних наук.
Автор понад 70 наукових і навчально-методичних праць.
З 2017 року займається адвокатською практикою. Є членом правління Громадської організації «Асоціація захисту народу України».